# متوسط رياضي

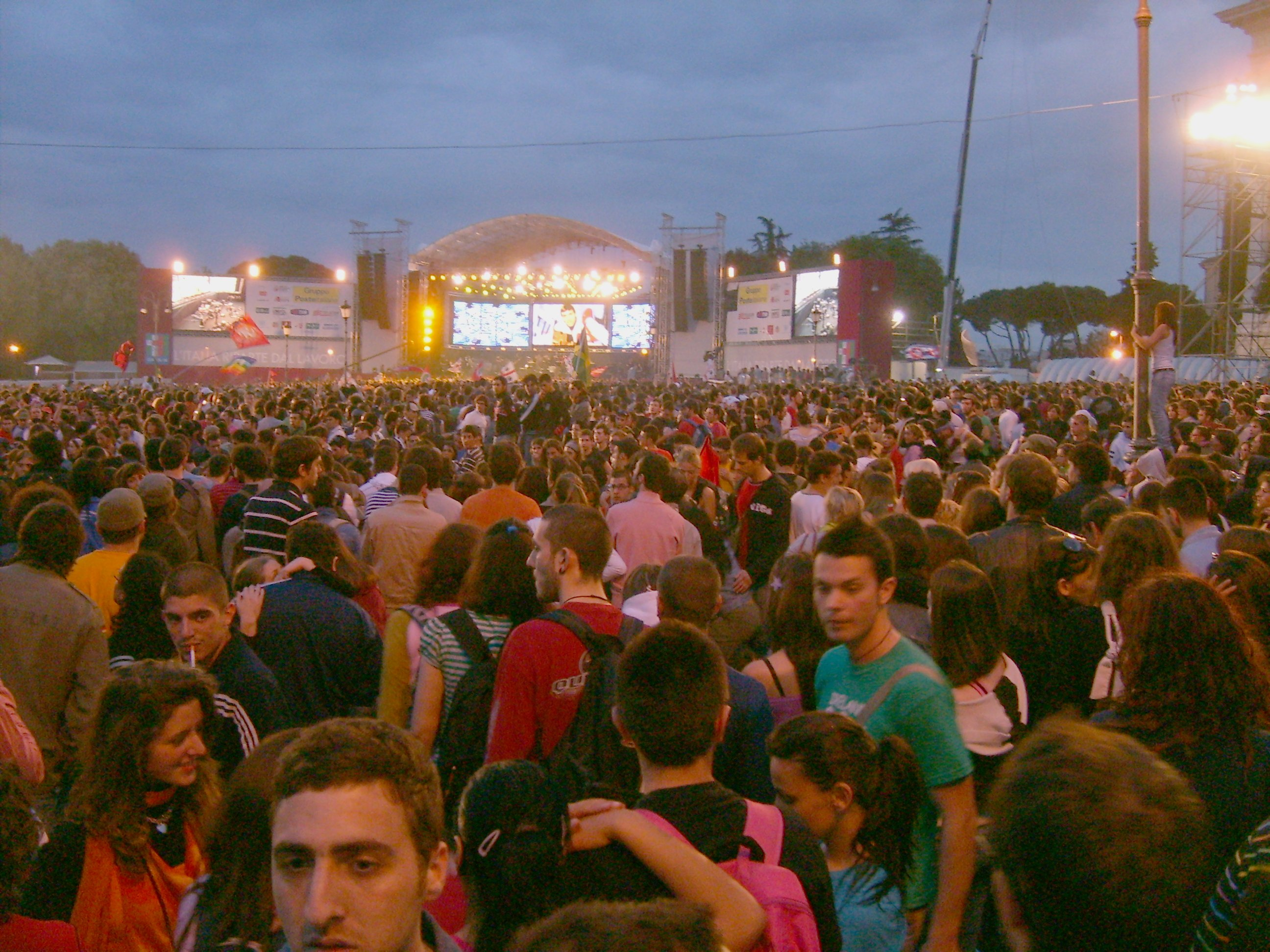

في الرياضيات، المتوسط هو قسمة فرق القيمتين الكبرى والصغرى لمعطى على فرق القيمتين الكبرى والصغرى لمعطى ثان بينه وبين المعطى الأول نسبة مشتركة.

## وجه التسمية
العوار في العربية هو العيب في الشيء، كالخرق أو الشق في الثوب ونحوه. ينسب إليه المتاع والسلعة فيقال العوارية أي ذات العوار. صار اللفظ إلى الإيطالية avaria ومنها إلى أكثر اللغات الأروبية. من بينها اليونانية αβαρία والألمانية Havarie، والفرنسية avarie التي نقلت إلى الفارسية اواریه، والإنجليزية average بزيادة ‎-age تشبيها بلفظ damage ثم نقل من معنى «الخسارة في السلعة» من باب التخصيص إلى معنى «الجزء من الخسارة في السلعة التي يتكلفه كل واخحد من أصحابها» ثم من باب التعميم إلى «الجزء السواء من الشيء». تستعمل average في الإنجليزية بمعنى المتوسط عند العلماء الرياضيين وبمعنى خسارة العوار في اصطلاح أمراء البحار.